# Франк Віглсворт Кларк
Франк Віглсворт Кларк (19 березня 1847, Бостон — 23 травня 1931, Вашингтон) — американський геохімік, член американської Академії мистецтв і наук (1911). У 1867 році закінчив Гарвардський університет. В 1874 — 1883 роках професор університету Цинциннаті. В 1883—1924 головний хімік Геологічного комітету США.
Основні праці присвячені вивченню хімічного складу різноманітних неорганічних природних утворень і земної кори в цілому. За розробленим ним оригінальним методом здійснив численні підрахунки середнього хімічного складу земної кори.

## Основні праці
- Data of geochemistry, 5 ed., Wach., 1924
- The composition of the Earth's crust, Wash., 1924 (разом з H. S. Washington)
- The evolution and disintegration of matter, Wash., 1924